# Prickkalla
Prickkalla (Zantedeschia albomaculata) är en kallaväxtart som först beskrevs av William Jackson Hooker, och fick sitt nu gällande namn av Henri Ernest Baillon. Prickkalla ingår i släktet kallor, och familjen kallaväxter.

## Underarter
Arten delas in i följande underarter:
- Z. a. albomaculata
- Z. a. macrocarpa

## Bildgalleri

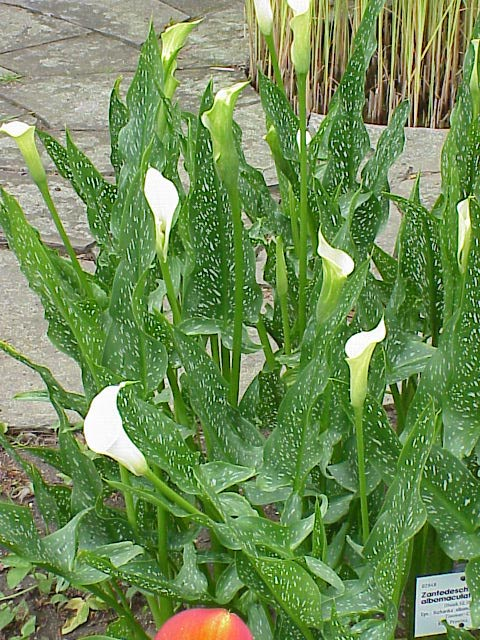
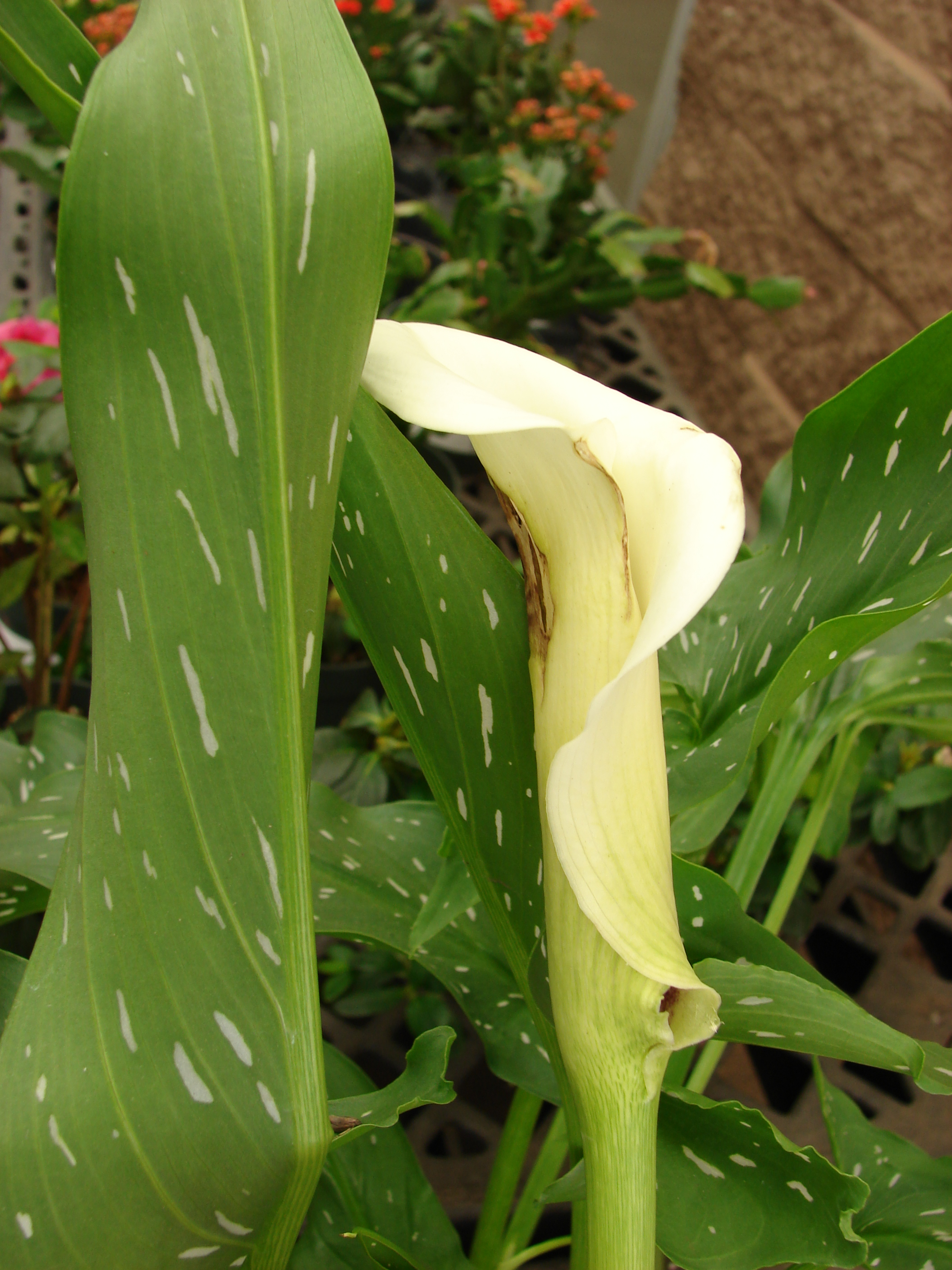
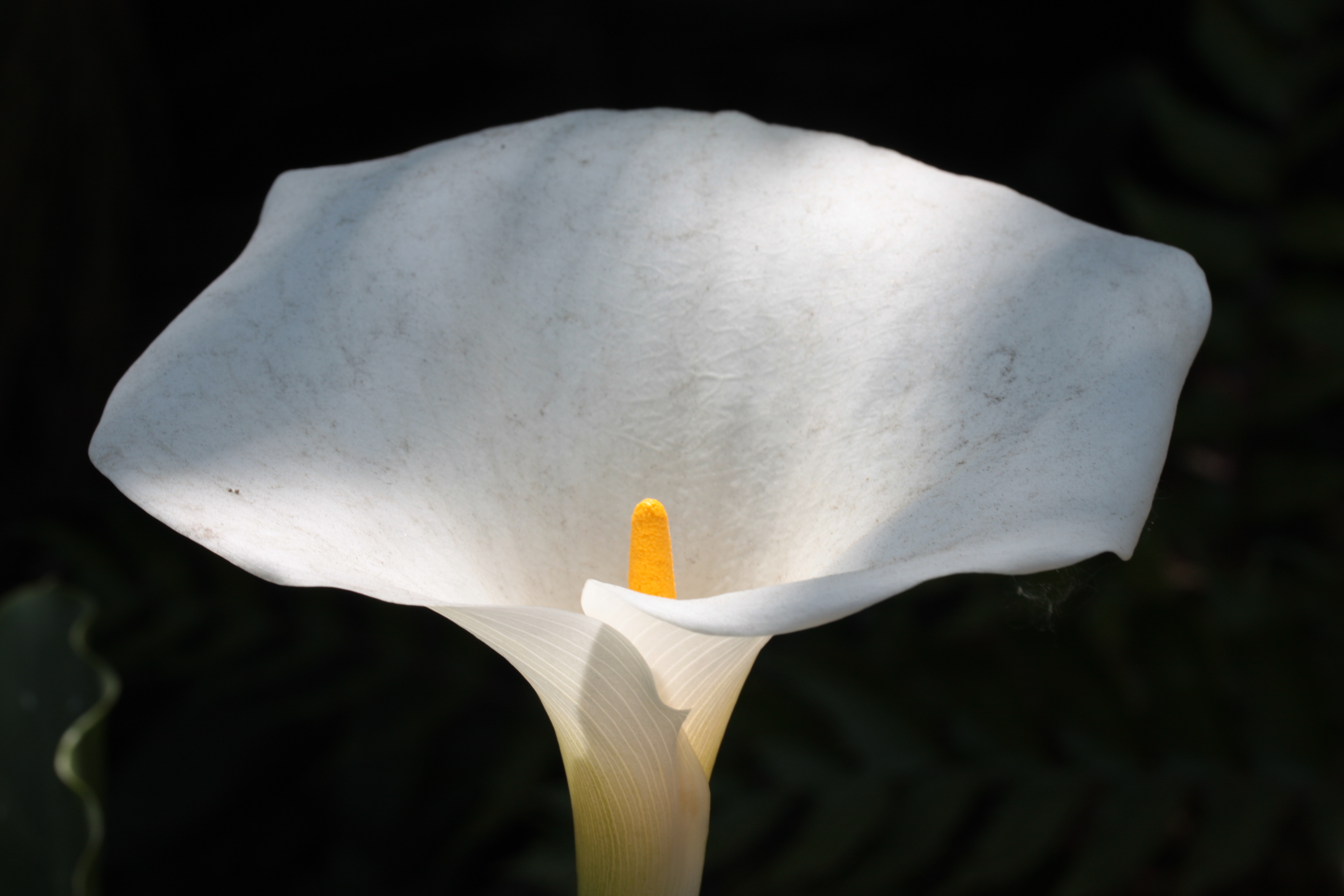
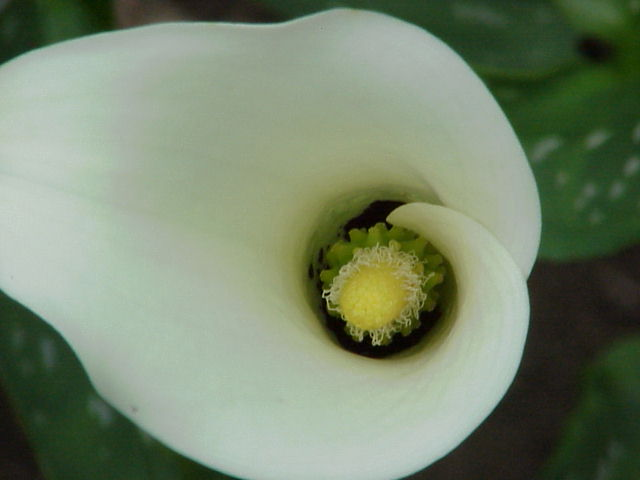
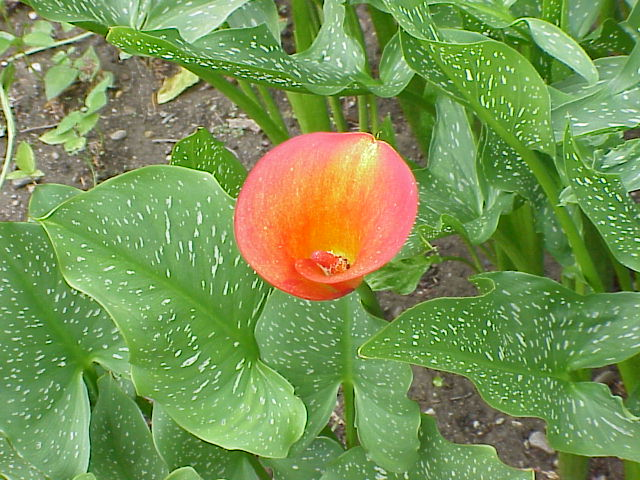
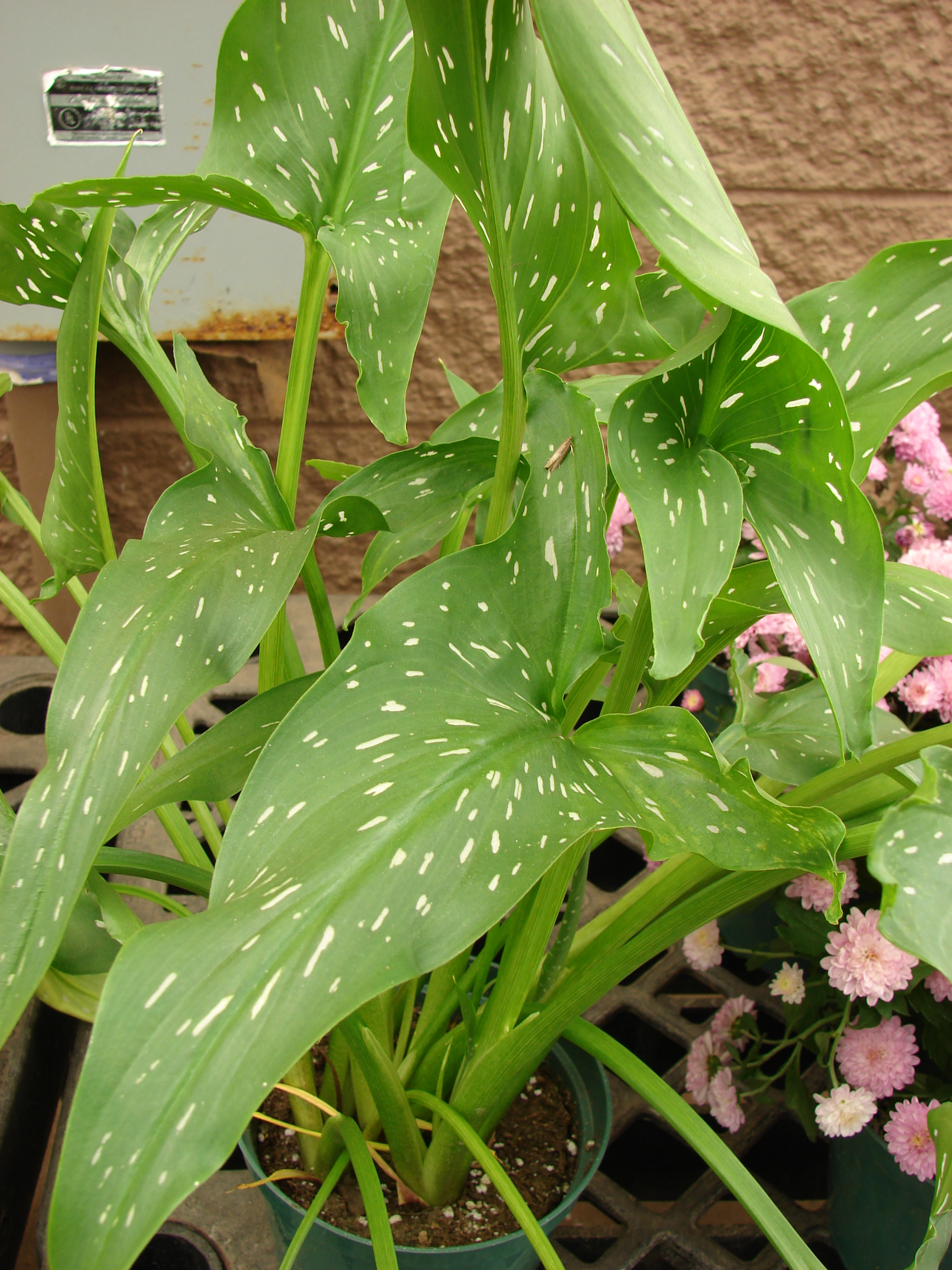